# Oddantonio II de Montefeltro
Oddantonio II de Montefeltro, né en 1428 et mort le 22 juillet 1444, est duc d'Urbino et comte de Montefeltro.

## Biographie
Oddantonio II de Montefeltro succède à son père Guidantonio da Montefeltro, vicaire pontifical et seigneur d'Urbino, en février 1443. Sa mère est Caterina Colonna, fille de Laurent Colonna, comte d'Albe. Le 25 avril de cette même année, le pape lui concède le titre de duc lorsque le jeune homme qui n'a que seize ans se range ouvertement contre les Sforza. Oddantonio met à dure épreuve les caisses du petit État avec son train de vie nettement trop élevé pour être supporté par les finances du duché.
Il épouse, le 10 mars 1444 Iseut d’Este (1425-1456), fille naturelle du marquis Nicolas III d'Este, seigneur de Ferrare, de Modène et de Reggio d'Émilie, et de Stella Tolomea dell'Assassino. Ils n'ont cependant pas d'enfant. Dans la nuit du 21 au 22 juillet 1444, un médecin, un certain Serafino Serafini, s'introduisit dans le palais ducal d'Urbino à la tête de quelques conjurés qui pénètrent dans la chambre d'Oddantonio et l'assassinent. En même temps que lui meurent ses deux conseillers, Manfredo dei Pii da Carpi et Tommaso di Guido dell'Agnello.
La succession d'Oddantonio est assurée par son demi-frère Frédéric III de Montefeltro plus sage et meilleur gestionnaire qui donne au duché grandeur et magnificence. Des doutes concernant la possible implication de Frédéric III dans le meurtre ont été levés mais aucune preuve n'est arrivée jusqu'à nous.